# Зя Лонг
Зя Лонг (в'єтнам. Gia Long), або Нгуєн Тхе-то (в'єтнам. Nguyễn Thế Tổ; нар. 8 лютого 1762, Хюе — пом. 3 лютого 1820, Хюе) — 1-й імператор Об'єднаної в'єтнамської монархії. Об'єднавши сучасний В'єтнам у 1802 році, він заснував династію Нгуєн, останню з в'єтнамських династій.
Племінник останнього Князя Нгуєна, який правив Південним В'єтнамом, Нгуєн Тхе-то був змушений ховатися в 1777 році у віці п'ятнадцяти років, коли його родину було вбито під час повстання тейшонів. Після кількох змін стану, в яких його прихильники відновили і знову втратили Сайгон, він потоваришував із французьким католицьким єпископом П'єром Піньйо де Беаном. Піньйо відстоював свою справу перед французьким урядом і зумів набрати добровольців, коли це провалилося, щоб допомогти Нгуєну Тхе-то повернути трон. 
З 1789 року Нгуєн Тхе-то знову зайняв панування і почав свій північний похід, щоб отримати перемогу над тейшонами, досягнувши кордону з Китаєм до 1802 року, який раніше знаходився під контролем Чинських Князів. Після їх поразки йому вдалося воз'єднати В'єтнам після століть міжусобної феодальної війни, з ще більшою територією, ніж будь-коли, що тягнеться від Китаю до Сіамської затоки.
Правління Зя Лонг було відзначено своєю конфуціанською ортодоксальністю. Подолав повстання тейшонів та відновивши класичну конфуціанську систему освіти та цивільної служби, він перемістив столицю із Ханоя на південь в Хюе, оскільки населення країни також перемістилося на південь протягом попередніх століть, і збудував фортеці та палац у своїй новій столиці. Використовуючи французький досвід, він модернізував оборонні можливості В'єтнаму. 
На знак поваги до допомоги своїх французьких друзів, він терпів діяльність католицьких місіонерів, що ставало дедалі обмеженішим за його наступників. За його правління В'єтнам зміцнив своє військове панування в Індокитаї, вигнавши сіамські війська з Камбоджі і перетворивши їх у васальну державу.

## Біографія
Зя Лонг народився в Пу-Сюань (сучасний Хюе, Центральний В'єтнам) 8 лютого 1762 року, і мав два інших імені в дитинстві: Нгуєн Фук Чонг (阮福種) і Нгуєн Фук Ноан (阮福暖). Нгуєн був третім сином Нгуєн Фука Луана і Нгуєн Тхі Хоана. Луан був другим сином князя Нгуєна Фука Хоата із Південного В'єтнаму; перший син помер раніше нинішнього князя. Існують різні версії, за якими сина було призначено наступником. Згідно з однією з теорій, Луан був призначений спадкоємцем, але високопоставлений мандарин на ім'я Транг Фук Лоан змінив заповіт Хоата на смертному одрі і встановив на троні в 1765 році молодшого брата Луана, Нгуєна Фука Туана, шістнадцятого сина. Луан був ув'язнений і помер у 1765 році, в тому ж році, що і Туан. 
Тим не менш, історик Чхве Бен Ук стверджує, що уявлення про те, що Луан був призначений спадкоємцем, було засноване на фактах, але було поширене істориками династії Нгуєн XIX століття після того, як Нгуєн Тхе-то зайняв трон як Зя Лонг, щоб встановити законність імператора. За словами Чхве, князь Хоат спочатку обрав дев'ятого сина, який потім помер, залишивши Луана для встановлення князя Туана . Тоді альтернативою був старший син дев'ятого сина, Нгуен Фук Дунг, якого опозиційні групи пізніше безуспішно намагалися переконати приєднатися до них як підставна особа, щоб надати легітимність. 1775 року Туан був змушений розділити владу з Дунгом військовими лідерами, які підтримували Нгуєнов. На той час Нгуен тхе-то був неповнолітнім членом сім'ї і не мав якоїсь політичної підтримки серед придворних впливових осіб.
Однак Туан втратив свою посаду князя Південного В'єтнаму і був убитий разом з Дунгом під час повстання тейшонів на чолі з братами Нгуєн Нкаком, Нгуєн Хюе і Нгуєн Ле в 1777 році. Нгуєн Тхе-то був найстаршим членом правлячої сім'ї, який пережив Тейшонську перемогу, яка витіснила Нгуєнів з їх центральних районів у Центральному В'єтнамі, на південь до Сайгона і в Дельту Меконга на крайньому півдні.  
Цей поворот подій змінив характер ієрархії влади Нгуєнов; сім'я і перший лідер Нгуєн Хоанг спочатку походили з провінції Тханьхоа в північній частині В'єтнаму, і саме звідси походить більша частина спадщини їхнього вищого військового і цивільного керівництва, але в результаті початкових успіхів тейшонів більша частина цієї старої бази була знищена і Нгуен Тхе-то був змушений відновити підтримку серед жителів півдня, який пізніше став ядром режиму, коли була створена династія Нгуєн.
Нгуєн Тхе-то укривався католицьким священиком у Ратьзя. Пізніше він утік у Хатьєн на південному краю В'єтнаму, де зустрів Піньйо де Беана, французького священика, який став його радником і зіграв важливу роль у його приході до влади. Отримавши інформацію від Поля Нгхі, Піньйо уникнув армії тейшонів в Камбоджі і повернувся, щоб допомогти Нгуєну Тхе-то. Вони сховалися у лісі, щоб уникнути переслідування армії тейшонів. Разом вони бігли на острів Пуло Панджанг у Сіамській затоці. Піньйо сподівався, що, зігравши істотну роль у перемозі Нгуєн Тхе-то, він зможе скористатися важливими поступками для католицької церкви у В'єтнамі, допомагаючи її розширенню в Південно-Східній Азії.

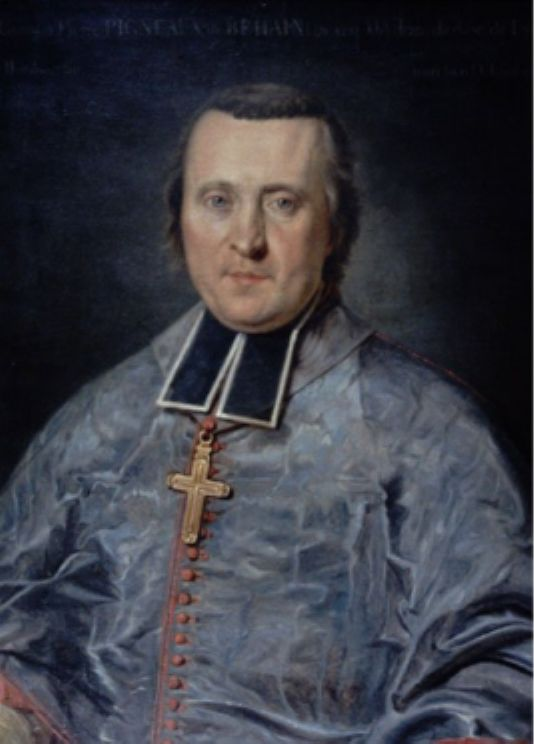
Піньйо де Беан, французький священик, який набирав війська для Нгуєн Тхе-то під час війни проти тейшонів.

Наприкінці 1777 року основна частина тейшонської армії покинула Сайгон, щоб напасти на феодалів Чинь, які правили другою половиною В'єтнаму. Нгуен Тхе-то непомітно повернувся на материк, приєднавшись до своїх прихильників та відвоювавши місто Сайгон. Йому дуже допомогли зусилля До Тхань Ньона, старшого князя Нгуєн, який організував йому армію, яку доповнювали камбоджійські найманці і китайські пірати. Наступного року Ньон вигнав додаткові війська тейшонів з навколишньої провінції Гіа Дінь і завдав тяжких втрат флоту Тейшон. Скориставшись сприятливішою ситуацією, Нгуєн Тхе-то відправив дипломатичну місію до Сіаму, щоб запропонувати договір про дружбу. Однак цей потенційний договір був зірваний в 1779 році, коли камбоджійці повстали проти свого просіамського лідера Анга Нона III. Нгуєн Тхе-то послав Ньона допомогти повстанню, яке зрештою призвело до рішучої поразки Анга Нона III та його страти.
Ньюн повернувся до Сайгона з честю і зосередив свої зусилля на поліпшенні флоту Нгуєн. У 1780 року, у спробі зміцнити свій політичний статус, Нгуєн Тхе-то проголосив себе (Корольом Нгуєна) за підтримки дансонської армії. 1781 року Нгуєн надіслав додаткові сили, щоб підтримати камбоджійський режим проти сіамських армій, які хотіли відновити свій контроль. Незабаром після цього Нгуєн вбив Ньона. Причина залишається незрозумілою, але було постульовано, що він зробив це, тому що слава та військовий успіх Ньона затьмарювали його. У той час Ньон мав велику, якщо не домінуючу владу за лаштунками. Згідно з пізнішими літописами династії Нгуєн, повноваження Ньона включали вирішення питання про те, хто отримає смертну кару, і розподіл бюджетних витрат. Ньон також відмовився виділяти гроші на королівські витрати. Також повідомлялося, що Ньон і його люди поводилися грубо і неповажно по відношенню до Нгуєна Тхе-то.
У жовтні 1782 року приплив знову змістився, коли сили на чолі з Нгуєн Фуком Маном, молодшим братом Нгуєн Тхе-то, і Чау Ван Тієпом вигнали тейшонів із Сайгона. Нгуєн повернувся в Сайгон, як і Піньйо. Утримання було слабким, і контратака тейшонів на початку 1783 року призвела до важкої поразки Нгуєнів, при цьому Нгуєн Ман був убитий в бою. Нгуєн Тхе-то знову біг у Фу Куок, але цього разу його схованку було виявлено. Йому вдалося втекти від того, хто переслідує тейшонський флот до острова Ронг в Компонгсомській затоці. І знову його укриття було виявлено та оточене флотом повстанців. Однак тайфун обрушився на цей район, і йому вдалося прорвати морську облогу і бігти на інший острів в умовах плутанини. На початку 1784 року Нгуєн Тхе-то вирушив за сіамською допомогою, але додаткові 20000 чоловік не змогли послабити владу тейшонів. Це змусило Нгуєна стати біженцем у Сіамі в 1785 році. Що ще гірше, тейшони регулярно робили набіги на рисові плантації на півдні в період збирання врожаю, позбавляючи Нгуєнів їхнього продовольства. Нгуєн Тхе-то зрештою дійшов висновку, що використання сіамської військової допомоги викличе негативну реакцію серед населення через переважну ворожість В'єтнаму по відношенню до Сіаму.

## Допомога з боку Франції

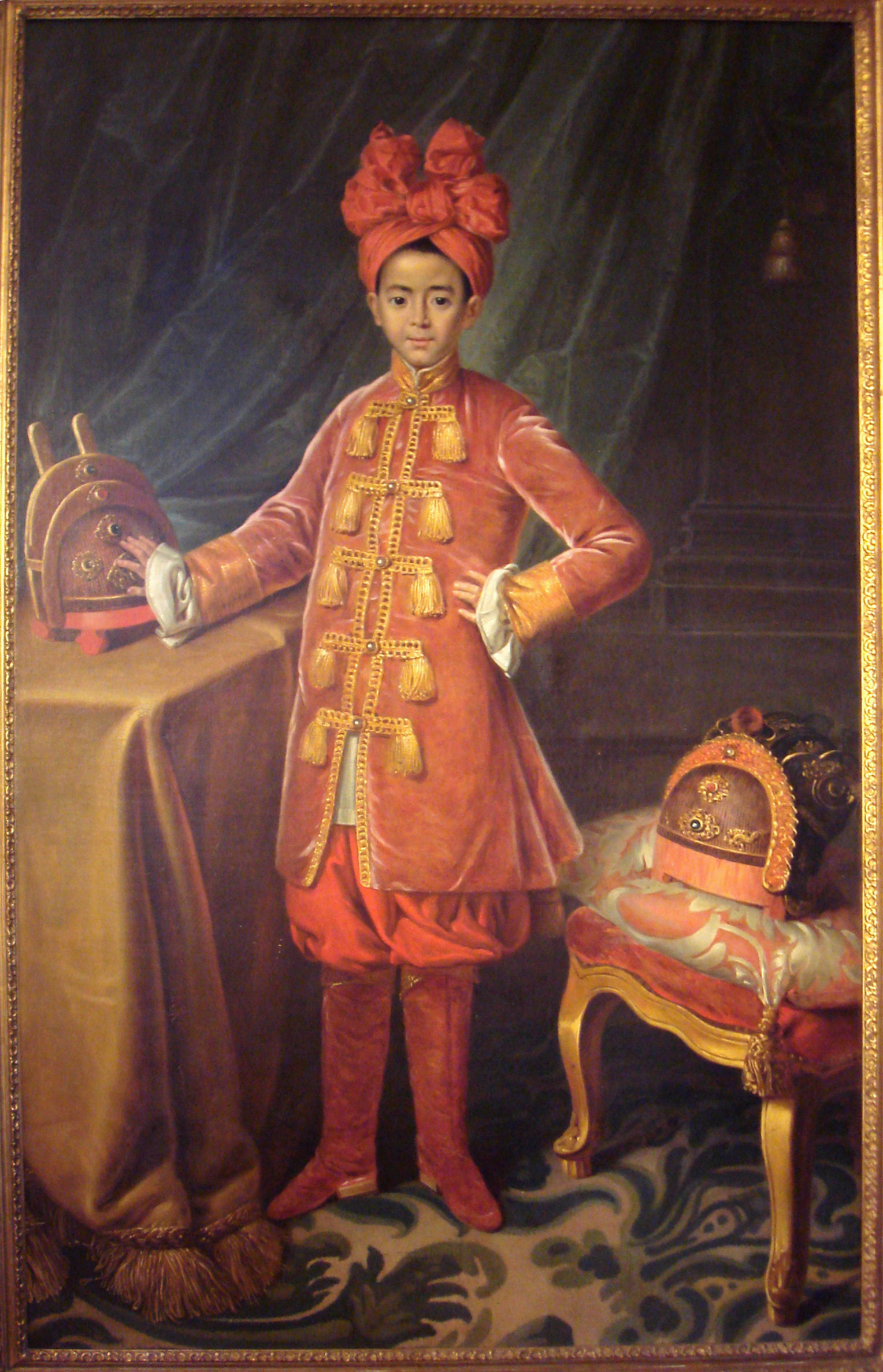
Портрет принца Кань, старшого сина Зя Лонга, 1787

Зрозумівши ситуацію, Нгуєн Тхе-то попросив Піньйо допомогти, і дозволив Піньйо взяти із собою сина Нгуєна Фука на знак доброї волі. Це сталося після того, як Нгуєн Ань розглянув питання про залучення англійської, голландської, португальської та іспанської допомоги. Піньо порадив Нгуєну Тхе-то не звертатися за допомогою до Батавії, побоюючись, що підтримка протестантських голландців завадить розвитку католицизму. Піньйо залишив В'єтнам у грудні, прибув до Пудучеррі, Індія, у лютому 1785 року з королівською печаткою Нгуєн Тхе-то. Нгуєн Ань уповноважив його піти на поступки Франції в обмін на військову допомогу. Французька адміністрація в Пудучеррі на чолі з виконувачем обов'язків губернатора Кутенка де Альгреном була консервативною у своїх поглядах і рішуче виступала проти інтервенції до Південного В'єтнаму. Погіршуючи і так складну ситуацію, Піньйо був засуджений іспанськими францисканцями у Ватикані, і він спробував передати свій політичний мандат португальським військам. Раніше португальці пропонували Нгуєн Ань 56 кораблів для боротьби з тейшонами.
У липні 1786 року, після понад 12 місяців безуспішного лобіювання в Пудучеррі, губернатор Давид Шарпентьє де Коссіньї дозволив Піньйо повернутися до Франції, щоб звернутися за допомогою до королівського двору. Прибувши до двору Людовика XVI у Версалі в лютому 1787 року, Піньйо постав перед труднощами в отриманні підтримки для французької експедиції на підтримку Нгуєн Ань. Це було викликано тяжким фінансовим становищем країни до Французької революції. Піньйо допоміг П'єр Пуавру, який раніше був залучений до пошуку французьких комерційних інтересів у В'єтнамі. Піньйо повідомив суду, що якщо Франція вкладе кошти в Нгуєн Ань і придбає кілька укріплених позицій на в'єтнамському узбережжі натомість, то вони зможуть «домінувати у морях Китаю та архіпелагу», а разом з ним і контроль над торгівлею в Азії. 
У листопаді 1787 року був укладений договір про союз між Францією і Кохінхіном — європейським терміном для Південного В'єтнаму — від імені Нгуєн Ана. Піньйо підписав договір як «Королівський комісар Франції у справах Кошинчина». Франція обіцяла чотири фрегати, 1650 повністю екіпірованих французьких солдатів і 250 індійських сипаїв в обмін на Кандао і Туран (Дананг), а також торгівлю деревиною за винятком усіх інших країн. Проте свобода поширення християнства була включена. Однак, Піньйо виявив, що губернатор Томас Конвей з Пудучеррі не бажає виконувати угоду; Конвей був проінструктований Перісом визначити, коли організувати допомогу, якщо взагалі буде. Таким чином, Піньйо був змушений використовувати кошти, зібрані у Франції, для залучення французьких добровольців та найманців. Йому також вдалося закупити кілька партій зброї та боєприпасів з Маврикія та Пудучеррі. 

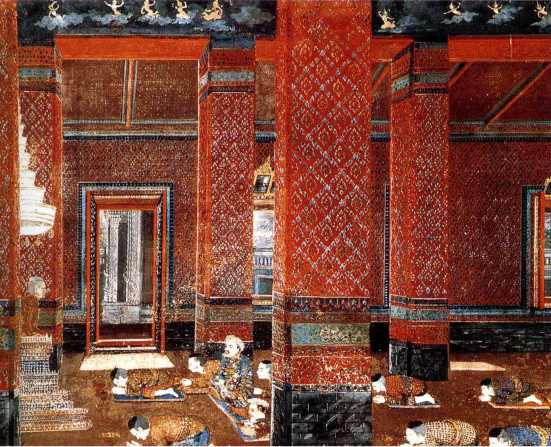
Картина Нгуєн Ань в аудієнції з королем Рамою I в Великому палаці, Бангкок, 1782.

Тим часом, Королівський суд Сіаму в Бангкоку, при королі Рама I, тепло вітав Нгуєна Ань. В'єтнамським біженцям дозволили збудувати невелике поселення між Самсеном і Бангфо. Ань залишався у Сіамі з контингентом військ до серпня 1787 року, Його солдати брали участь у Бірмансько-сіамськії війні (1785—1786). 18 грудня 1786 року Нгуєн Ань підписав договір про союз з португальцями в Бангкоку. Наступного року Антоніу, португалець із Гоа, прибув до Бангкока, привіз до Тхе-то західних солдатів та військові кораблі. Це викликало огиду у сіамців та Нгуєна Тхе-то, які були змушені відмовитися від допомоги португальців. Після цього інциденту Ань більше не скористався довірою сіамських жителів.
Зміцнивши свої позиції на півдні В'єтнаму, тейшони вирішили рушити на північ, щоб об'єднати країну. Однак виведення військ з гарнізону Гіа Дінь послабило їхні позиції на півдні. Це посилювалося повідомленнями про те, що Нгуєн Нчок піддавався нападу свого власного брата Нгуєн Хюе, а також про те, що з Гіа Діна були евакуйовані нові війська тейшонів їх командиром Данг Ван Траном, щоб допомогти Нгуєн Нхок. Відчуваючи вразливість тейшонів на півдні, Нгуєн Ань зібрав свої сили вдома і там, готуючись до негайного наступу. Ань таємно залишив Сіам вночі, залишивши лист у своєму будинку, він вирішив вирушити до Південного В'єтнаму на човні. Коли в'єтнамські біженці готувалися до від'їзду, люди, які були поблизу, дізналися про це і повідомили про нього Пхраю Пхрахлангу. Пхрая Пхрахланг доповів королю Рамі I і Маха Сура Сінгханату. Сура Сінгханат був дуже злий, він переслідував їх особисто. 
На світанку Сура Сінгханат побачив човен Ань у гирлі затоки. Зрештою, в'єтнамці успішно вдалось втекти. Ань прибув до Хатьєн, потім у Лонг-Сюєн (Камау), але він провалив свою першу спробу повернути Гіа Дінь, не переконавши місцевого воєначальника в Дельті Меконга, Во Танха приєднатися до його нападу. У наступному році Нгуєн Ань, нарешті, зміг переконати воєначальника приєднатися до нього, але після того, як віддав свою сестру воєначальнику як наложницю. Зрештою йому вдалося захопити Мітхо, що зробило його основним перевалочним пунктом для його операцій та відновило його армію. Після важкої битви 7 вересня 1788 року його солдати захопили Сайгон. Зрештою, Піньйо зібрав чотири судна, щоб відплисти до В'єтнаму з Пудучеррі, прибувши до Сайгону 24 липня 1789 року. Об'єднані сили допомогли зміцнити контроль Нгуєна Тхе-то над Південним В'єтнамом. Точний обсяг іноземної допомоги та важливість її внеску в успіх Зя Лонга є суперечливими питаннями. Більш ранні дослідники стверджували, що до 400 французів було зараховано до армії, але в пізніших роботах стверджувалося, що там було менше ніж 100 солдатів, а також близько десятка офіцерів.

## Консолідація Південного В'єтнаму
Після понад десятирічного конфлікту Нгуєн Ань, нарешті, зміг отримати контроль над Сайгоном на досить довгий час, щоб мати час, щоб розпочати постійну базу в цьому районі та підготуватися до вирішальної боротьби за владу з тейшонами. Район навколо Сайгона, знаний як Гіа Дінь, став називатися своїм власним регіоном, оскільки присутність Нгуєна Ань ставало дедалі міцнішою, виділяючи та асоціюючи цей район із політичною базою. Армія Нгуєна Ань змогла консолідуватися, і цивільну службу було відновлено. За словами історика Кіта Тейлора, це був перший випадок, коли південна третина В'єтнаму була інтегрована «як регіон, здатний успішно брати участь у війні та політиці серед в'єтномовних», які могли б «конкурувати за владу з усіма іншими місцями, де проживають носії в'єтнамської мови». У 1788 року було створено Раду вищих посадових осіб, що з військових і цивільних посадових осіб, і навіть система збору податків. У тому ж році були прийняті правила, що зобов'язують половину чоловічого населення Гіа Дінь служити як призовники, а через два роки була введена система військових колоній для зміцнення бази підтримки Нгуєн серед усіх расових груп, включаючи етнічних кхмерів і китайців.
Французькі офіцери, завербовані Піньйо, допомагали тренувати збройні сили Нгуєна Ань і внесли у військові дії західні технологічні знання. Флот тренувався Жан-Марі Дайотом, який керував будівництвом бронзових кораблів. Нгуєн Ван Тін відповідав за підготовку армії та будівництво фортифікаційних споруд. Він представив європейську піхотну підготовку, формування та тактику, а також сприяв різним методам виробництва та використання європейської артилерії, внаслідок чого гарматне озброєння та снаряди стали центральною частиною збройних сил. Піньйо та інші місіонери діяли як бізнес-агентів для Нгуєна Ань, купуючи боєприпаси та інше військове спорядження. Піньйо також служив радником і де-факто міністром закордонних справ до своєї смерті в 1799 році. Після смерті Піньйо, Зя Лонг у своїй промові описав француза як «найславетнішого іноземця, який коли-небудь був при дворі Коншичина». Піньйо був похований у присутності наслідного принца, всіх мандаринів двору, королівського охоронця з 12000 чоловік і 40000 скорботних.

### Зміцнення фортифікаційних споруд

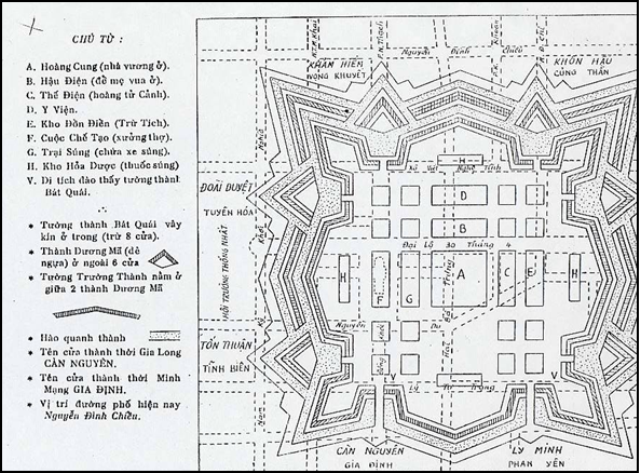
Розташування оригінальної цитаделі

Після захоплення Сайгона Нгуєн Ань зміцнив свою потужну базу та підготував знищення тейшонів. Його вороги регулярно робили набіги на південь і розграбували щорічний урожай рису, тому Нгуєн Ань прагнув зміцнити свою оборону. Одним із перших дій Нгуєна Ань було попросити французьких офіцерів спроєктувати та проконтролювати будівництво сучасної цитаделі європейського типу в Сайгоні. Цитадель була спроєктована Теодором Лебреном і де Пюіманелем, і 30 000 чоловік було мобілізовано для її будівництва в 1790 році. Городяни та мандарини були обкладені штрафом за роботу, а робітники були настільки перевантажені, що збунтувалися. Після завершення будівництва кам'яна цитадель мала периметр розміром 4176 метрів за ваубанською моделлю. Фортеця була з трьох сторін огороджена, раніше існували водними шляхами, зміцнюючи її природну обороноздатність. Після будівництва цитаделі тейшони більше ніколи не намагалися плисти річкою Сайгон і спробувати повернути місто, його присутність наділила Нгуєна Ань значною психологічною перевагою над його супротивниками. Нгуєн Ань виявив живий особистий інтерес до фортифікаційних споруд, наказавши своїм французьким радникам вирушити додому і привезти книги з останніми науково-технічними дослідженнями з цього питання. Королівський палац Нгуєн був побудований всередині цитаделі.

### Сільськогосподарська реформа та економічне зростання
Після того, як південна область була забезпечена, Нгуєн Ань зосередив свою увагу на сільськогосподарських реформах. Через набіги тейшонів на рисові культури внутрішніми водними шляхами, район страждав від хронічної нестачі рису. Хоча ця земля була надзвичайно родючою, цей район недостатньо експлуатувався у сільському господарстві, оскільки він був зайнятий в'єтнамськими поселенцями лише відносно недавно. Крім того, сільськогосподарська діяльність також була суттєво обмежена під час тривалої війни з тейшонами. Сільськогосподарські реформи Нгуєна Ань були засновані на поширенні на південь традиційної форми аграрної експансії, đồn điền, яка переважно перекладається як «військове поселення», з акцентом на військове походження цієї форми колонізації. Вони були вперше використані за правління Ле Тхань Тонга в XV столітті при розширенні В'єтнаму на південь. Центральний уряд постачав військові підрозділи сільськогосподарськими знаряддями та зерном для харчування та посіву. Потім солдатам виділяли землю для захисту, розчищення та обробітку, і вони були змушені платити частину свого врожаю як податок. У минулому була потрібна військова присутність, оскільки земля була захоплена у захопленого корінного населення. Згідно з правилом Нгуєна Ань, умиротворення зазвичай не потрібно, але базова модель залишилася недоторканою. Поселенцям були надані землі під паром, сільськогосподарське обладнання, робітники тварин та зерно. За кілька років вони мали сплачувати зерновий податок. Програма значно скоротила кількість порожніх, необроблених земель. Невдовзі з'явилися великі надлишки зерна, оподатковувані державою.

### Створення флоту

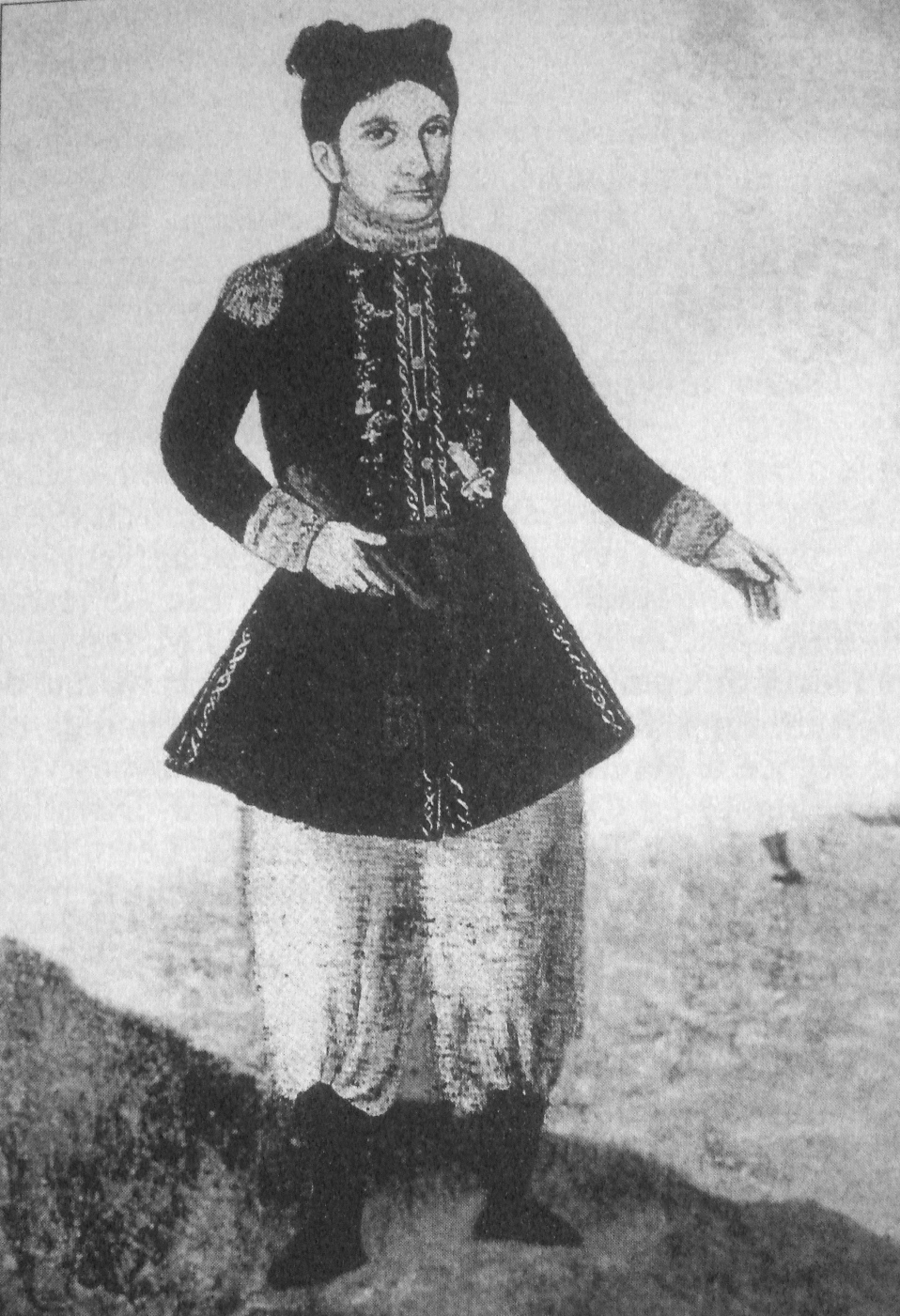
Французький військово-морський офіцер Жан-Баптист Шаньйо служив імператору Зя Лонгу.

Нгуєн Ань використовував свою нову Сайгонську військово-морську корабельню, щоб покращити свій менший флот, який був набагато меншим, ніж флот тейшонів, і до сих пор не міг уникнути їх рисові набіги. Нгуєн Ань вперше спробував придбати сучасні військово-морські судна в 1781 році, коли за порадою Піньйо він зафрахтував португальські судна європейського зразка, в комплекті з екіпажем та артилерією. Цей перший досвід виявився катастрофічним. З причин, які залишаються незрозумілими, два судна втекли у розпал битви проти тейшонів, тоді як розлючені в'єтнамські солдати вбили третій екіпаж. 1789 року Піньйо повернувся до В'єтнаму з Пудучеррі з двома судами, які тривалий час залишалися на службі у Нгуєнів. Згодом в'єтнамські моряки замінили початковий французький та індійський екіпаж під командуванням французьких офіцерів. Ці кораблі стали основою для розширення військово-морських сил Нгуєна, при цьому Нгуєн Ань фрахтував і набував більше європейських судів для посилення в'єтнамських кораблів. Проте традиційні в'єтнамські галери та невеликі вітрильні судна залишалися основою флоту. До 1794 року два європейські судна діяли разом із 200 в'єтнамськими човнами проти тейшонів біля Куїньона. 1799 року британський торговець на ім'я Беррі повідомив, що флот Нгуєнов залишив Сайгон (Хошимін) уздовж річки Сайгон зі 100 галерами, 40 звалищами, 200 меншими човнами та 800 авіаносьцями у супроводі трьох європейських шлюпів. В 1801 року одна воєнно-морська дивізія, як повідомлялося, включала дев'ять європейських суден, озброєних 60 гарматами, п'ять суден з 50 гарматами, 40 кораблів з 16 гарматами, 100 каное, 119 галер і 365 малих човнів.
Більшість суден європейського типу було побудовано на корабельні, який Нгуєн Ань замовляв у Сайгоні. Він проявив глибокий інтерес до військово-морської програми, безпосередньо спостерігаючи за роботою. Один із свідків відмітив: «Одна з головних тенденцій його амбіцій — це військово-морська наука, і як докази цього він був отриманий, що він буде будувати кораблі на європейському плані». До 1792 року 15 фрегатів перебували на стадіях будівництва, з конструкціями, змішаними з китайськими та європейськими специфікаціями, оснащеними 14 орудами. В’єтнамці вивчили європейську військово-морську архітектуру, розглянувши староєвропейське судно на його компоненти, щоб в’єтнамські судобудівники могли зрозуміти окремі сторони європейського судобудування, перш ніж знову зібрати його. Потім вони застосували свої нові знання для створення копій лодок. Нгуєн Ань вивчав техніку морського плотництва і, як говорять, був у цьому майстері, і вивчав навігаційну теорію з французьких книг, які Піньйо перевів, зокрема, Дені Дідро та Жан Лерон д'Аламбер. Сайгонская корабельня була високо оцінена європейськими мандрівниками.
Попри свою велику залежність від французьких офіцерів у питаннях військової техніки, Нгуєн Ань обмежував свій внутрішній військовий круг лояльними в’єтнамцями. Французи осудили його відмову дослухатися їх тактичної ради. Шеньйо повідомив, що європейці постійно приймали Нгуєна Ань взяти на себе ініціативу і почати сміливі атаки на тейшонські споруди. Нгуєн Ань відмовився, воліючи ідти повільно, консолідируя свої досягнення в одній області і зміцнюючи свою економічну і військову базу, перш ніж атаковати. У перші чотири роки після того, як він влаштувався у Сайгоні в 1788 році, Нгуєн Ань зосередився на зміцненні свого контролю над районом Гіа Дінь і його продуктивними рисовими полями, і хоча його сили певного ступеня контролювали такі райони на півночі, як Кханьхоа, Фуєн і Біньтхуан, їх основне перебування в північних районах забезпечувалося головним чином військово-морськими силами і не було зосереджено на захваті землі. Це пояснюється тим, що ці райони не були дуже плідними з точки зору виробництва риси і часто страждали від голоду, і зайнятість землі визначало обов’язковість годування населення, створення навантажень на ресурси. Під час цього чотирилітнього періоду Нгуєн Ань керував місією в Сіамі, Камбоджа, і на півдні Малаккської протоки і закуповував додаткове військове обладнання в Європі.
З часом Нгуєн Ань поступово зменшив воєнну роль своїх французьких союзників на полі бою. У морському бою при Тхі Най в 1792 році Дайот очолив морське наступлення Нгуєнів, але до 1801 року морське наступлення в тому ж районі очолили Нгуєн Ван Чонг, Во Дуй Нгуї і Ле Ван Зуєт, з Шаньйо, Ванньєром і де Форсансом на опорних позицій. Атака піхоти на Куїньон в 1793 році була проведена, згідно ангуєнської історіографії, в співробітництві з «западними солдатами». Це також повідомляє, що до 1801 року операції Нгуєн в тому ж районі проводилися в'єтнамськими генералами, у той час, як Шаньйо та Ванньєр відзначали організацію лінії збору.

## Об'єднання В'єтнаму

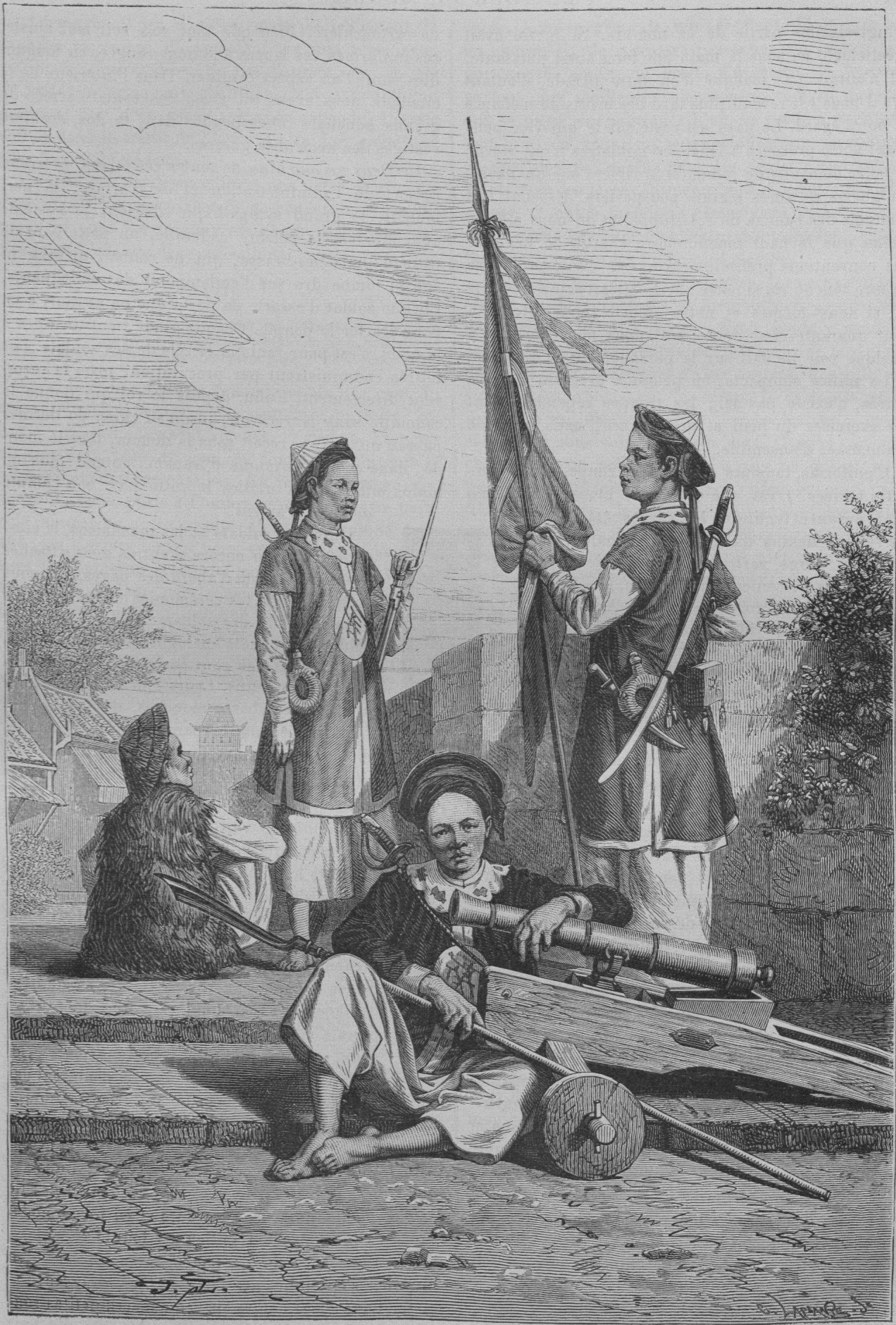

У 1792 році раптово помер найпомітніший із трьох братів тейшонів, Нгуєн Хюе, який отримав визнання імператором В'єтнаму, вигнавши династію Ле з Північного В'єтнаму. Нгуєн Ань скористався ситуацією та атакував на північ. Дотепер більшість первісних французьких солдатів, чисельність яких, за деякими оцінками, досягла 80 осіб, вже покинули країну. Велика частина боїв відбулася в прибережних містах Нячанг у центральній частині В'єтнаму і Куїньон на півночі в провінції Біньдінь, місці народження та оплоті тейшонів. Нгуєн Ань почав з розгортання свого розширеного та модернізованого флоту в набігах на прибережну тейшонську територію. Його флот залишив Сайгон і плавав на північ щорічно в червні та липні, несучи південно-західними вітрами. Військово-морські наступи посилили піхотні кампанії. Його флот повернувся на південь, коли закінчився сезон дощів на тлі північно-східних вітрів. Великі європейські вітряні кораблі дали Нгуєнскому флоту командування артилерією, оскільки вони мали вищий радіус дії проти тейшонськими гарматами узбережжя. У поєднанні з традиційними галерами та екіпажем, який високо цінувався за свою дисципліну, майстерність і хоробрість, європейські судна в Нгуєнському флоті завдали сотні втрат тейшонам у 1792 та 1793 роках.
У 1794 році, після успішної кампанії в області Нячанг, Нгун Ань наказав де Пуйманелю побудувати цитадель у Дуєнхані, недалеко від міста, замість того, щоб відступати на південь із сезонним північно-східним бризом. Там було створено гарнізон Нгуєн під командуванням старшого сина та спадкоємця Нгуєна Ань, Нгуєна Фука Кань, якому допомагали Піньйо та де Пуйманель. Тейшони обложили Дуєнхан у травні 1794 року, але Нгуєн зміг утримати їх. Незабаром після закінчення облоги прибуло підкріплення із Сайгона і було відновлено наступальні операції проти тейшонів. Це був перший раз, коли Нгуєни змогли діяти у самому центрі тейшонів під час несприятливого сезону. Оборонний успіх цитаделі став потужною психологічною перемогою для Нгуєнів, продемонструвавши їхню здатність проникати на територію тейшонів будь-якої пори року. Потім Нгуєни почали повільно руйнувати центральну частину тейшонів.
Тяжкі бої відбувалися у фортеці Куїньон, поки в 1799 році вона була захоплена військами Нгуєна Кань. Однак місто було швидко втрачено і не було відновлено до 1801 року. Перевага вогневої могутності поліпшеного флоту зіграло вирішальну роль остаточному захопленні міста, підтримуючи великий наземний напад. Із захопленням їхньої фортеці в Куїньоні перемога над тейшонами була неминуча. У червні центральне місто Хюе, колишня столиця Нгуєнів, упало, і Нгуєн Ань коронувався імператором під ім'ям Зя Лонг, яке походить від Гіа Дінь (Сайгон) і Тенг Лонг (Ханой), щоб символізувати об'єднання північного та південного В'єтнаму. Потім він швидко захопив північ, а Ханой — 22 липня 1802 року. Після чверті століття безперервних боїв Зя Лонг об'єднав ці колишні неспокійні території, зрештою очоливши сучасний В'єтнам і підійняв свою сім'ю до становища, яке ніколи раніше не займалося жодними в'єтнамськими королівствами. В'єтнам ніколи раніше не займав велику територію. Зя Лонг став першим в'єтнамським правителем, який правив територією, що тягнеться від Китаю на півночі до Сіамської затоки та півострова Камау на півдні. Потім Зя Лонг звернулася до китайської династії Цін за офіційним визнанням, яке було негайно задоволене. Невиконання французами договору, підписаного Піньйо, означало, що В'єтнам забов'язаний ні поступатися території і торгові права, що вони обіцяли.
Через тейшонську різанину етнічних китайців Нгуєни згодом підтримали більшість етнічних китайців проти тейшонів. Падіння та поразка тейшонів від рук Нгуєна Фук Ань було, таким чином, принаймні частково, зумовлене підтримкою етнічних китайців, наданої Нгуєнам.

## Правління Зя Лонга
Правління Зя Лонга відрізнялося суворою конфуціанською ортодоксальністю. Після повалення тейшонів він скасував їх реформи і відродив класичні конфуціанські системи освіти та цивільної служби. Він переніс столицю з Ханою на півночі в Хюе у Центральному В'єтнамі, щоб відобразити міграцію населення на південь протягом попередніх століть. Імператор побудував нові фортеці та палац у своїй новій столиці. Використовуючи французький досвід, З Зя Лонг модернізував оборонні можливості В'єтнаму і, на знак визнання допомоги своїх французьких друзів, він дозволив діяльності католицьких місіонерів, що було менш терпимим для його наступників. За правління Зя Лонга В'єтнам зміцнив своє військове панування в Індокитаї, вигнавши Сіам з Камбоджі і перетворивши його на васальну державу. Попри це, він був відносно ізоляційним по відношенню до європейських держав.

### Перейменування В'єтнаму
Зя Лонг вирішив приєднатися до Сефенгової системи. Він послав посольство до династії Цін у Китай і попросив змінити назву своєї країни на Намв'єт (南越). Зя Лонг пояснив, що слово Намв'єт походить від Ан Нама (安 南) і В'єт Тхена (越裳), двох топонімів, згадуваних у стародавніх китайських записах, які розташовані у північному та південному В'єтнамі відповідно, щоб символізувати об'єднання країни. Китайський імператор Юн'янь відхилив його прохання, тому що вона мала ідентичну назву з давнім королівством Намв'єт (Наньюе), а територія Намв'єт містила Лянгуан, який на той час належав Цинському Китаю. Натомість Юн'янь погодився замінити його на В'єтнам (越南). Đại Nam thực lục — містить дипломатичне листування з приводу назви. 
Проте Зя Лонг копіював імператорську китайську систему, засновану на китайській конфуціанській моделі, і намагався створити в'єтнамську систему імперських приток. «Trung Quốc» (中國) було використано як назву В'єтнаму Зя Лонгом в 1805 році.

### Адміністративна структура

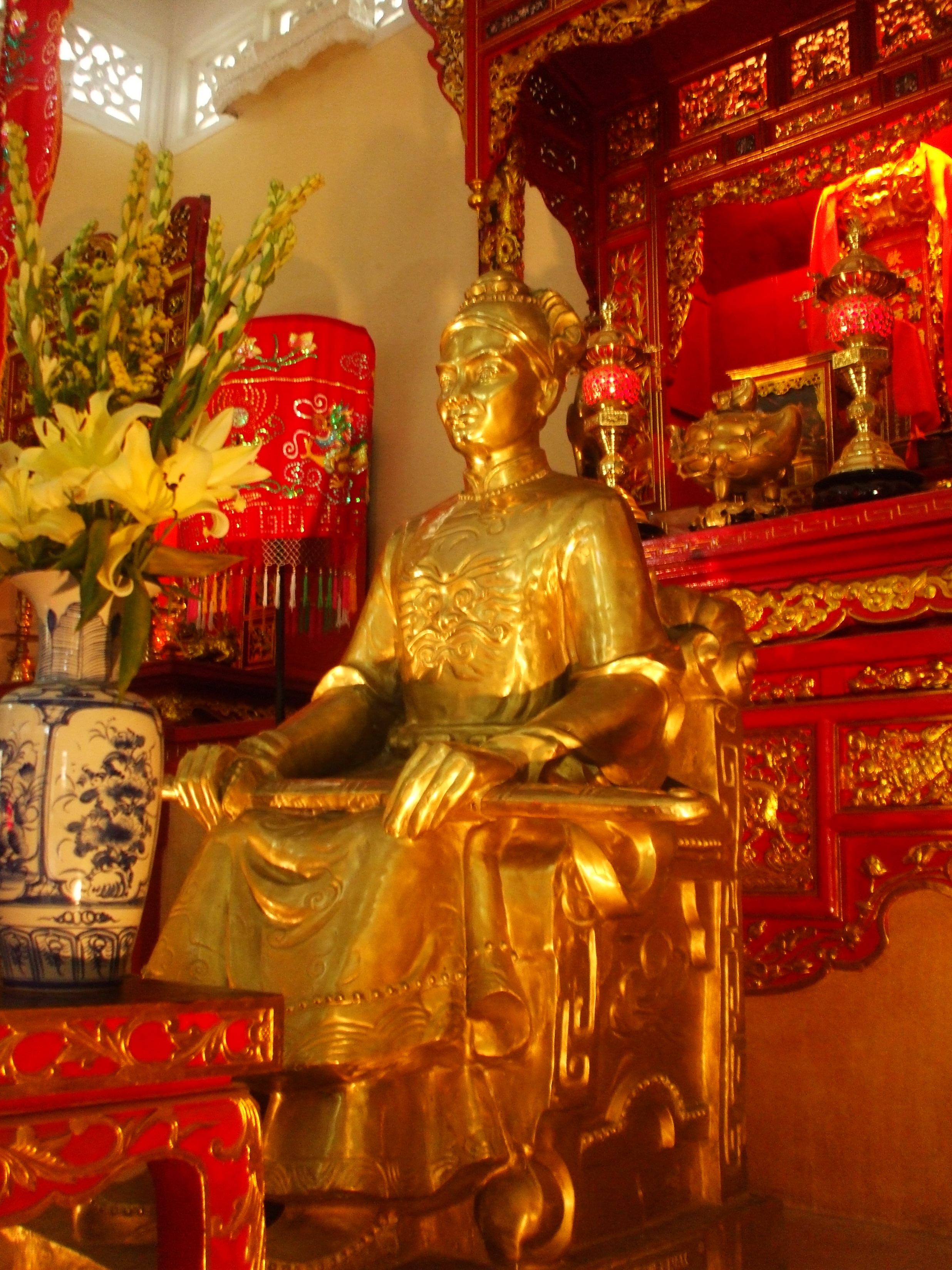
Ле Ван Дуєт, найдавніший і останній військовий захисник чотирьох провінцій Кохінхіна

Під час війни Нгуєн Ань підтримував бюрократію, що зароджується, у спробі довести людям свої лідерські здібності. Через безперервні воєнні дії військові офіцери, як правило, були найпомітнішими членами його близького оточення. Ця залежність від військової підтримки продовжувала виявлятися протягом усього його правління. В'єтнам був поділений на три адміністративні райони. Стара спадщина Нгуєнів утворила центральну частину імперії (vùng Kinh Kỳ), з дев'ятьма провінціями, п'ять з яких керувалися безпосередньо Зя Лонгом та його мандаринами з Хюе. Центральна адміністрація в Хюе була поділена на шість міністерств: державні справи, фінанси, обряди, війна, правосуддя та громадські роботи. Кожен із них очолювався міністром, якому допомагали два заступники та два чи три радники. У кожному з цих міністерств налічувалося близько 70 співробітників, прикріплених до різних підрозділів. Глави цих міністерств утворили Верховну раду. Генеральний скарбник та начальник судової служби надавали допомогу генерал-губернатору, який відповідав за низку провінцій. Провінції були поділені на trấn і dinh. Вони, у свою чергу, були поділені на phủ, huyện та châu. Усі важливі питання було розглянуто Верховною радою у присутності Зя Лонга. Посадовці представили свої доповіді для обговорення та прийняття рішень. Бюрократи, які беруть участь у роботі Верховної ради, відбираються з-поміж високопосадовців шести міністерств та академій.
Зя Лонг обережно керував північними та південними регіонами В'єтнаму, не бажаючи, щоб їх дратувала швидка централізація після століть національного поділу. Тонкін, з адміністративним центром свого імператорського військового протектора (quan tổng trấn) в Ханої, мав 13 провінцій (tổng trấn Bắc Thành), а в дельті Червоної річки старі чиновники адміністрації Ле продовжували обіймати свої посади. На півдні Сайгон був столицею чотирьох провінцій Кохінхіна (tổng trấn Nam Hà), а також резиденцією військового протектора. Цитаделі у відповідних містах безпосередньо керували своїми військовими оборонними зонами. Ця система дозволила Зя Лонгу нагороджувати своїх провідних прихильників дуже впливовими посадами, надавши їм майже повну автономію у звичайних адміністративних та правових питаннях. Ця система проіснувала до 1831—1832 років, коли його син Мінь Манг централізував національний уряд.
У своїх спробах відновити стабільну адміністрацію після багатовікової громадянської війни Зя Лонг не вважався інноваційним, віддаючи перевагу традиційній системі управління. Коли Зя Лонг об'єднав країну, Чарльз Мейбон схарактеризував її як хаотичну: «Колеса управління були перекручені або більше не існували; кадровий склад чиновників був порожній, ієрархія знищена; податки не збиралися, списки громадської власності зникли, права власності були втрачені, поля закинуті, мости доріг та громадські зерносховища не обслуговувалися, роботи в шахтах було припинено, відправлення правосуддя було перервано, кожна провінція стала жертвою піратів, а порушення закону залишається безкарним, тоді як сам закон став невизначеним».

### Міжнародні військові відносини
У XVII і XVIII століттях Камбоджійська імперія перебувала в занепаді, і в'єтнамці мігрували на південь у Дельту Меконгу, яка раніше була кхмерською територією. Крім того, Камбоджа періодично зазнавала вторгнення як В'єтнаму, так і Сіаму. Камбоджа перебувала у важкому становищі між двома полюсами панування, що було продиктовано внутрішніми розбратами її двох більших сусідів. 1796 року Анг Енг, про-китайський король, помер, залишивши Анг Чана, який народився в 1791 році. Коли Зя Лонг об'єднав В'єтнам, Енг був введений на посаду Сіамом, щоб зберегти в'єтнамський вплив, але в 1803 році камбоджійська місія віддала данину поваги В'єтнаму в спробі заспокоїти Зя Лонга, що стало щорічною рутиною. 1807 року Анг Чан II зажадав офіційного вступу на посаду васала Зя Лонга. Зя Лонг відповів, відправивши посла з книгою про інвеституру разом із печаткою позолоченого срібла. 1812 року Анг Чан відхилив прохання свого брата Анг Снгона розділити владу, що призвело до повстання. Сіам послав війська, щоб підтримати бунтівного принца, сподіваючись звести його на престол і завоювати вплив Зя Лонга у Камбоджі. 1813 року Зя Лонг послав великий військовий контингент, який витіснив сіамців і Анг Снгона з Камбоджі. В результаті в'єтнамський гарнізон постійно розміщувався в цитаделі в Пномпені, столиці Камбоджі. Після цього Сіам не робив жодних спроб відновити контроль над Камбоджею під час правління Зя Лонга. 
Мета Наполеона із завоювання В'єтнаму як бази, що загрожує британським володінням в Індії, так і не були досягнуті, оскільки він був зайнятий величезними військовими амбіціями в континентальній Європі. Проте Франція залишалася єдиною європейською державою з постійними представниками у В'єтнамі під час його правління.

### Торгові відносини
Перервана угода Піньйо з Францією дозволила Зя Лонгу тримати свою країну закритою для західної торгівлі. Зя Лонг загалом ігнорував європейські комерційні ініціативи. Це було частиною політики, спрямованої на підтримку дружніх відносин із кожною європейською державою шляхом надання привілеїв нікому. 1804 року британська делегація спробувала домовитися про торгові привілеї з В'єтнамом. Це була єдина пропозиція такого роду до 1822 року, такою була ступінь незацікавленості Європи в Азії під час наполеонівських воєн. Зя Лонг придбав зброю у британських фірм у Ченнаї та Колкаті в кредит, що спонукало Британську Ост-Індську компанію відправити Джона Робертса в Хюе. Однак, подарунки Робертса були відкинуті, і переговори про комерційну угоду так і не почалися. Після цього британці звернулися з проханням про виключне право на торгівлю з В'єтнамом і передачу острова Чам біля Хояна, яка була відхилена, як і інші підходи Нідерландів. Обидві ці невдалі спроби було приписано впливу французьких мандаринів. 1817 року прем'єр-міністр Франції Арман Емманюель дю Плессі відправив фрегат Cybele з 52 гарматами в Туран (нині Дананг), щоб «продемонструвати французьке співчуття і запевнити Зя Лонга у доброзичливості короля Франції». Капітану судна було відмовлено нібито на підставі протоколу за те, що він не мав при собі королівського листа французького короля. 
Зя Лонг після коронації тримав на службі чотирьох французьких офіцерів: Філіпа Ванньєра, Жана-Батиста Шаньйо, де Форсана та доктора Деспу. Всі вони стали високопоставленими мандаринами і з ними добре поводилися. Кожен із них отримав по 50 охоронців, декорував житлові приміщення і був звільнений від служби перед імператором. Рекомендації французьких чиновників у Пудучеррі Наполеону Бонапарту про відновлення дипломатичних відносин з В'єтнамом виявилися безплідними через занепокоєння війною в Європі.

### Внутрішня політика та капітальні роботи

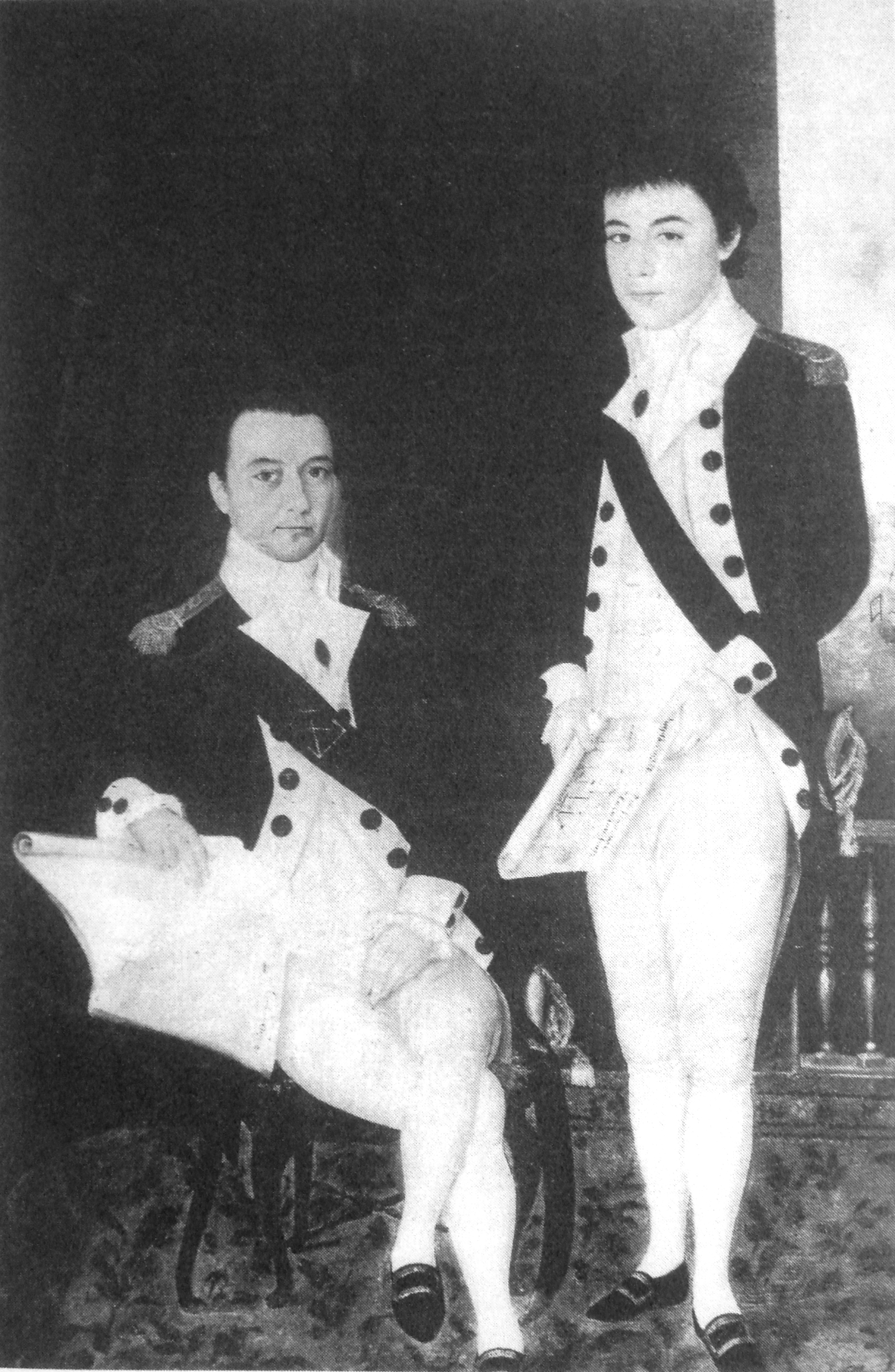
Жан-Марі Дайот (лівий) взяв на себе провідну роль у підготовці флоту Зя Лонга.

Зя Лонг скасував усі великі володіння князів, дворян та вищих чиновників. Він скасував 800-річну практику виплати платні чиновникам та винагороди чи надання дворянам частини податків із села чи їхньої групи. Було відремонтовано і побудовано нові автомагістралі, при цьому було відновлено дорогу з півночі на південь від Сайгона до Лангшона. Він організував поштову службу для роботи вздовж автомагістралей, і було побудовано громадські склади, щоб полегшити голод у роки посухи. Зя Лонг провів грошову реформу та здійснив більш соціалізовану аграрну політику. Проте приріст населення значно перевищив темпи розчищення та обробітку земель. Мало уваги приділялося інноваціям у сільськогосподарській технології, тому підвищення продуктивності було зумовлено головним чином збільшенням площі оброблюваних сільськогосподарських земель.
Хоча громадянська війна закінчилася, Зя Лонг вирішив додати дві фортеці, побудовані під керівництвом французьких офіцерів. Зя Лонг був переконаний у їхній ефективності, і під час його 18-річного правління по всій країні було збудовано ще 11 цитаделів. Більшість з них були побудовані в стилі Вобана з п'ятикутною або шестикутною геометрією, у той час як меншість, у тому числі і в стилі Хюе, були побудовані у чотиристоронньому традиційному китайському стилі. Фортеці були побудовані у Віні, Тханьхоа, Бакнінь, Хатінь, Тхайнгуєн і Хайзионг на півночі, Хюе, Куангнгаї, Кханьхоа та Біньдінь у центрі, і Віньлонг у Дельті Меконгу. Будівництво було найінтенсивнішим на початку правління Зя Лонга, лише один із 11 був побудований за останні шість років його правління. Де Пуйманель і Лебрун покинули В'єтнам до закінчення війни, тому форти були спроєктовані в'єтнамськими інженерами, які займалися будівництвом. Посада інспектора цитаделі була створена при Військовому Міністерстві і стала відповідальною за роботу, наголошуючи на важливості, яку Зя Лонг надавав фортифікаційним спорудам. Програма зміцнення Зя Лонга була затьмарена звинуваченнями в тому, що люди працювали весь день і частину ночі за всіх погодних умов, і що, як прямий наслідок, земля пішла під схил. Скарги на мандаринську корупцію та репресивне оподаткування часто подавалися на його уряд. Після своєї коронації Зя Лонг різко скоротив свій флот, і до 1810-х років лише два з європейських кораблів продовжували служити. Скорочення чисельності військово-морського флоту переважно пояснювалося бюджетними обмеженнями, викликаними великими витратами зміцнення і транспортну інфраструктуру, як-от дороги, греблі і канали. Однак у 1819 році розпочався новий етап суднобудування, коли Зя Лонг особисто контролював корабельню.

### Соціальна політика
З метою підготовки та набору державних чиновників Зя Лонг відродив конфуціанські судові іспити, скасовані тейшонами. 1803 року він заснував у Хюе Національну академію (Quāc Tā Giám). Його метою було навчання синів мандаринів та видатних студентів конфуціанської класичної літератури. 1804 року Зя Лонг видав укази про створення аналогічних шкіл у провінціях, а також керівні принципи, що регулюють їх персонал і навчальну програму. Він призначив директорів з питань освіти (quan đốc học) для нагляду за провінційною системою освіти та процесом відбору для вступних іспитів до Національної академії, починаючи з 1802 року. Директорам допомагали підлеглі та помічники режисерів (phó đāc hāc або trā-giáo). Зя Лонг пояснив своєму двору у 1814 році, що метою було створення штату класично освічених, політично лояльних адміністраторів:

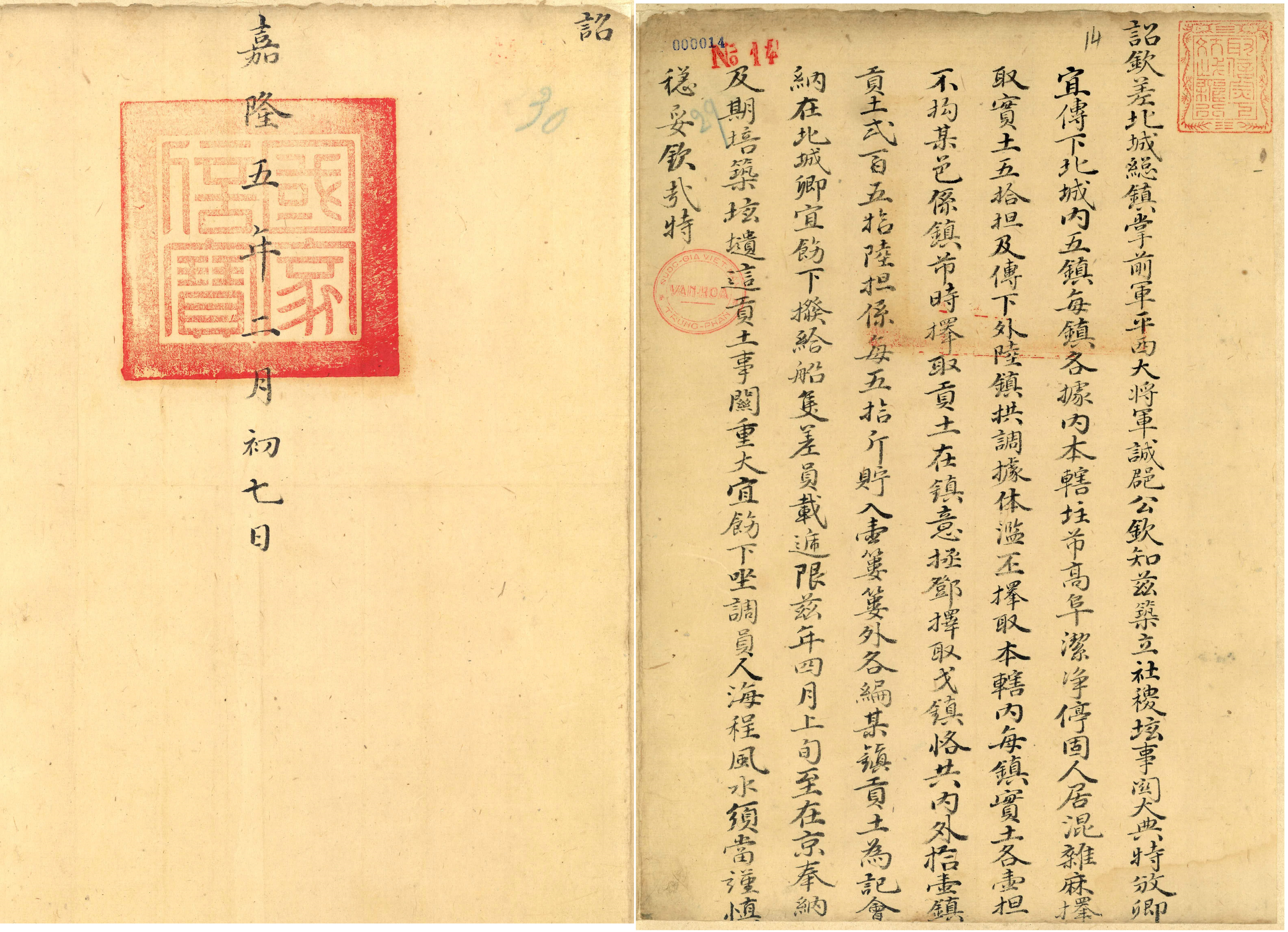
Королівський указ 1806 року про будівництво вівтаря Нам Гьяо.

Саме у цих школах можна знайти талановитих чоловіків. Бажаючи наслідувати приклад колишніх королів, я створив школи, щоб виховати освічених і талановитих чоловіків і держава могла б таким чином використати їх.
У 1807 році Зя Лонг відкрив перші державні іспити, що проводилися за часів династії Нгуєн на регіональному рівні. Відтоді процес навчання та відбору для імперської бюрократії був переважно зосереджений на іспитах. Навчальна програма для іспитів складалася з Чотирьох книг та п'яти канонів, які фокусувалися на історії Китаю аж до династії Сун, тоді як інші знання вважалися несуттєвими. 
Зя Лонг оприлюднив новий правовий кодекс, який замінив систему, що існувала з часів епохи Ле Тхань Тонга у XV столітті. Робота почалася в 1811 році під керівництвом групи вчених на чолі з Нгуєном Ван Тхань, а в 1815 році була видана Bộ luật Зя Лонга. Хоча Зя Лонг стверджував, що його нова система була сумішшю коду Ле та системи династії Цін у Китаї, більшість учених вважають, що це майже повна копія цинського кодексу. Код був пізніше переведений на французький Поль-Луї-Феліксом Філастром. Він був спрямований на зміцнення влади та авторитету імператора, його мандаринів та традиційного сімейного осередку. У разі тяжких злочинів, зокрема злочинів проти держави, сім'ї засудженого призначається колективне покарання, включаючи страту.

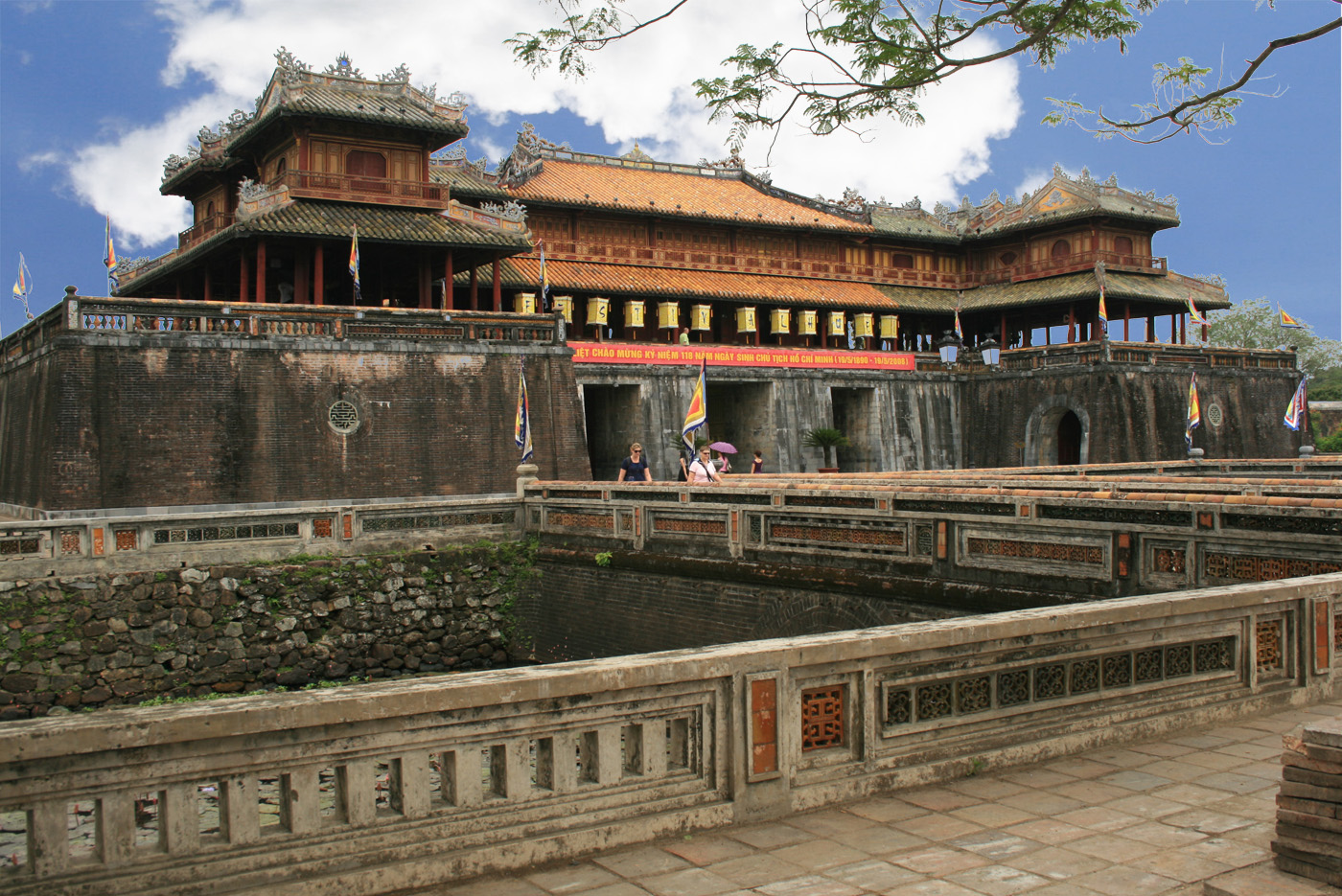
Вхід до палацу Зя Лонга та комплекс цитаделі в Хюе.

Тепер, коли В'єтнам був об'єднаний, центр тяжкості країни перемістився далі на південь, після століть міграції та завоювань на південь, тому Зя Лонг перемістив резиденцію уряду Ханоя в Хюе. Зя Лонг перебудував стару цитадель Пу Сюань на фортецю. Конструкція мала квадратну форму 2,5 км із кожного боку. 9-метровий валун був оточений кам'яною кладкою і захищений виступаючими бастіонами, кожен з яких захищався 36 гарматами. Зовнішня та внутрішня частини були оточені та укріплені поруч ровів. Захисники цитаделі включали загін із 800 слонів. Нова структура палацу, протокол та придворний одяг були взяті безпосередньо зі стилів династії Цін, і його палац та фортеця мали стати меншою копією Забороненого міста Китаю у 1800-х роках. 
Зя Лонг терпів католицьку віру своїх французьких союзників і дозволяв безперешкодної місіонерської діяльності з поваги до своїх благодійників. У місіонерській діяльності домінували іспанці в Тонкіні та французи в центральних та південних регіонах. На момент його смерті у В'єтнамі було шість європейських єпископів. Чисельність християн оцінювалася в 300000 осіб у Тонкіні та 60000 осіб у Кохінхіні. Разом з тим він висловив тривогу з приводу засудження католиками традиційного поклоніння предкам, що є одним із основних принципів в'єтнамської культури. Зя Лонг був також відомий своєю зневагою до буддизму, релігії, що практикується більшістю населення. Попри свою популярність серед придворних, Зя Лонг часто обмежувала діяльність буддистів.

## Сім'я та успадкування
У Зя Лонга було багато дружин, але найвідомішим подружжям були імператриця Тхуан Тьєн і дружина Ле Нгок Бінь. 1780 року, під час війни проти тейшон, він одружився з Тонг Тхі Лан, дочки генерала Нгуєна. Вона народила йому двох синів, першим з яких був Нгуєн Фук К'єу, який помер незабаром після народження на острові Фукуок, а потім наслідний принц Нгуєн Фук Кань. Після сходження Зя Лонга на трон вона стала імператрицею-консортом і здобула титул імператриці Тха Тьєн посмертно. Близько 1781 року, під час війни з тейшонами, він одружився зі своєю другою дружиною Чан Тхі Джан, донькою одного з його міністрів. Вона народила йому трьох синів, Нгуєн Фук Дам, Нгуєн Фук Дай і Нгуєн Фук Чан, і посмертно здобула титул імператриці Тхена. Після завоювання В'єтнаму Зя Лонг взяв свою третю дружину, Ле Нгок Бінь. Дочка Ле Хієн Тонга, другого імператора династії Ле, була заручена імператором Нгуєном Хюе з його сином Куанг Тонгом. Після того, як Зя Лонг переміг тейшонов і стратив Куанг Тонга, він узяв її за дружину. Зя Лонг мала майже 100 наложниць, які були дочками його мандаринів; Зя Лонг не був прихильником полігамії, але зробив це для забезпечення лояльності свого близького оточення.
Оскільки спадковий принц Нгуєн Кань помер від віспи під час війни проти тейшонів, передбачалося, що син Кань стане наступником Зя Лонга як імператор, але в 1816 році замість нього був призначений Нгуен Фук Дам, син його другої дружини, і став правити як Мінь Манг. Зя Лонг вибрав його за його сильний характер і глибоке огиду до західних жителів, у той час як походження Кань перейшло в католицизм і неохоче підтримували конфуціанські традиції, такі як поклоніння предкам. До свого вступу на престол Нгуєн Фук Дам хвалив японців за вигнання та викорінення християнства зі своєї країни. Зя Лонг сказав своєму синові ставитися до європейців шанобливо, особливо до французів, але не наділяти їх якоюсь владою. Зя Лонг помер 3 лютого 1820 році і була похований в гробниці.

## Дв. також
- Мінь Манг